# 代天殿靈雲宮
代天殿靈雲宮，位於台灣台北市信義路，為主祀三聖大帝之道教廟宇。該廟宇興建於1962年，為位於台北信義區的現代建築廟宇。另外，該廟宇的組織型態為管理委員會制，祭典日期則是每年農曆之八月十二。